# Liste des villes jumelées d'Albanie

Carte de l’Albanie.

Ceci est la Liste des villes jumelées d’Albanie ayant des liens permanents avec des communautés locales dans d'autres pays. Dans la plupart des cas, en particulier quand elle est officialisée par le gouvernement local, l'association est connue comme « jumelage » (même si d'autres termes, tels que « villes partenaires », « Sister Cities » ou « municipalités de l'amitié » sont parfois utilisés). La plupart des endroits sont des villes, mais cette liste comprend aussi des villages, des districts, comtés, etc., avec des liens similaires.
- Haut – A
- B
- C
- D
- E
- F
- G
- H
- I
- J
- K
- L
- M
- N
- O
- P
- Q
- R
- S
- T
- U
- V
- W
- X
- Y
- Z

## D

### Durrës
- — Istanbul, Turquie[1]

## K

### Kamza
| - Yonkers, États-Unis, depuis le 28 octobre 2011 - Kemalpaşa, Turquie, depuis le 7 janvier 2011 | - Macerata, Italie, depuis le 13 mars 2010 | - Iéna, Allemagne |

### Korçë
| - — Thessalonique, Grèce - — Cluj-Napoca, Roumanie | - — Kosovska Mitrovica, Kosovo[a] - — Vérone, Italie | - — Los Alcázares, Espagne |

## S

### Saranda
- — Corfou, Grèce[8]

## T

### Tirana[9][sourceinsuffisante]
| - — Ankara, Turquie - — Athènes, Grèce - — Barcelone, Espagne - — Pékin, Chine (depuis 2005) , - — Bruxelles, Belgique - — Bucarest, Roumanie - — Cobourg, Canada - — Florence, Italie - — Gênes, Italie | - — Grand Rapids, États-Unis - — Kiev, Ukraine - — Madrid, Espagne - — Marseille, France - — Moscou, Russie - — Prague, République tchèque | - — Séoul, Corée du Sud - — Sofia, Bulgarie - — Stockholm, Suède - — Vilnius, Lituanie - — Zagreb, Croatie - — Saragosse, Espagne |

## Sources
- (en) Cet article est partiellement ou en totalité issu de l’article de Wikipédia en anglais intitulé « List of twin towns and sister cities in Albania » (voir la liste des auteurs).